# Olympische Sommerspiele 1964/Teilnehmer (Rhodesien)
| Gelbes Symbol für Goldmedaillen mit stilisierten Olympischen Ringen | Graues Symbol für Silbermedaillen mit stilisierten Olympischen Ringen | Braundes Symbol für Bronzemedaillen mit stilisierten Olympischen Ringen |
| ------------------------------------------------------------------- | --------------------------------------------------------------------- | ----------------------------------------------------------------------- |
| —                                                                   | —                                                                     | —                                                                       |

Südrhodesien nahm an den Olympischen Sommerspielen 1964 in Tokio mit einer Delegation von 29 Athleten (25 Männer und 4 Frauen) in 15 Wettkämpfen in sieben Sportarten teil. Ein Medaillengewinn gelang keinem der Sportler.

## Teilnehmer nach Sportarten

### Boxen
- Jannie Gibson
Halbmittelgewicht: in der 1. Runde ausgeschieden

### Hockey
- 11. Platz
Dereck Brain
Beverly Faulds
Kevin van Blomestein
John McPhun
William Turpin
Tinker Beets
Ian Mackay
Roy Barbour
Lloyd Koch
Tony Unger
Robert Robertson
Robert Ullyett
Des Tomlinson
Ronald Spence
Graham Cumming

### Leichtathletik
Männer
- Johan Du Preez
100 m: im Vorlauf ausgeschieden
200 m: im Viertelfinale ausgeschieden

- Mathias Kanda
Marathon: 51. Platz

- Robson Mrombe
Marathon: 56. Platz

### Schießen
- Johannes Lamprecht
Trap: Wettkampf nicht beendet

- John Richards
Trap: Wettkampf nicht beendet

### Schwimmen
Frauen
- Marilyn Sidelsky
100 m Freistil: im Vorlauf ausgeschieden
400 m Freistil: im Vorlauf ausgeschieden

- Jenny Wood
100 m Schmetterling: im Vorlauf ausgeschieden

### Segeln
- Michael McFadden
Finn-Dinghy: 17. Platz

- David Butler
Flying Dutchman: 11. Platz

- Anthony Crossley
Flying Dutchman: 11. Platz

### Wasserspringen
Männer
- Terry Rossiter
3 m Kunstspringen: 27. Platz
10 m Turmspringen: 28. Platz

Frauen
- Lindsay Grant-Stuart
3 m Kunstspringen: 17. Platz

- Sarie Bezuidenhout
3 m Kunstspringen: 20. Platz
10 m Turmspringen: 22. Platz